# M/Y Match II
M/Y Match II är en svensk motoryacht, som ritades av Knut Ljungberg och byggdes 1918 av Gustafsson & Anderssons varv i Lidingö.
Match II byggdes för Krister Littorin. I samband med Kreugerkraschen 1932 såldes hon på exekutiv auktion.